# Ałtaj Mongolski
Ałtaj Mongolski (mong. Монгол Алтайн нуруу, Mongol Altajn nuruu; chiń. upr. 蒙古阿尔泰山脉; chiń. trad. 蒙古阿爾泰山脈; pinyin Ménggǔ Ā’ěrtài Shānmài) – góry w zachodniej Mongolii z najwyższym szczytem kraju górą Chüjten (w masywie Tawan Bogd uul na granicy Mongolii, Rosji i Chin) o wysokości 4374 m n.p.m. Północno-zachodnie zbocza Ałtaju Mongolskiego należą do Chin (Region Autonomiczny Sinciang-Ujgur), reszta należy do Mongolii (ajmaki bajanolgijski, kobdoski i gobijsko-ałtajski).
Główne pasma rozciągają się w kierunku północny zachód–południowy wschód na długości 950 km. Od południa góry te graniczą z Kotliną Dżungarską i pustynią Gobi, od północnego zachodu z górami Ałtaj, od północnego wschodu z Kotliną Wielkich Jezior a w kierunku południowo-wschodnim przechodzą w Ałtaj Gobijski. Zbudowane są ze skał paleozoicznych. Ze względu na dużą wysokość, wyższe partie są pokryte polami wiecznego śniegu i lodowcami, największymi w Mongolii (łącznie 800 km² według danych z lat 80. XX w.). Tu leży (w masywie Tawan Bogd uul) największy lodowiec Mongolii – Lodowiec Potanina długości 19 km i powierzchni ponad 50 km². 
W Ałtaju Mongolskim znajdują się źródła największej rzeki Mongolii Zachodniej Kobdo, jak też źródła rzeki Irtysz – największego dopływu rzeki Ob (jest dłuższy od niej). Północne zbocza, do wysokości 2600 m n.p.m. częściowo porośnięte lasami (tajga), w których głównym drzewem jest modrzew. Cała południowo-wschodnia część jest pozbawiona lasów, od wysokości 2600 m n.p.m. jest wieczna zmarzlina. Znaczny udział stepów, a w obszarach wysokogórskich tundry górskiej. 
W górach tych żyją rzadkie zwierzęta, m.in. pantera śnieżna i niedźwiedź brunatny. Na rzece Bulgan gol (lewy dopływ górnego Irtyszu) występują bobry. Z tego obszaru pochodzą liczne, choć nie potwierdzone doniesienia o spotkaniach z Yeti, którego tu nazywają ałmas. 
Ze względu na lepszą jakość pastwisk górskich Ałtaj Mongolski jest relatywnie gęsto zaludniony. Tak ajmak bajanolgijski (leży w całości w obrębie najwyższej części tego pasma górskiego) ma gęstość zaludnienia 2,2 os./km² (druga lokata w Mongolii). Północno-zachodnia część Ałtaju Mongolskiego jest zasiedlona głównie przez Kazachów, dalej na południowy wschód są plemiona zachodniomongolskie i Mongołowie. Większość populacji prowadzi tryb życia koczowniczy lub półkoczowniczy. Jedyne miasto Olgij (ośrodek administracyjny ajmaku bajanolgijskiego) ma 28 400 mieszkańców (2006).
Podstawą gospodarki jest hodowla owiec, kóz, krów, jaków, koni i wielbłądów.